# The Institute
The Institute är en amerikansk thrillerserie som hade urpremiär på MGM+, och svensk premiär på HBO Max, den 13 juli 2025. Serien är baserad på Stephen Kings roman med samma namn.

## Handling
Serien handlar om tonårige geniet Luke Ellis som vaknar upp på en märklig plats full av barn som kommit dit på samma sätt som han. Precis som han, har samtliga ovanliga förmågor.

## Rollista (i urval)
- Ben Barnes – Tim Jamieson
- Mary-Louise Parker – Ms. Sigsby
- Brendan Beiser – Norbert Hollister
- Joe Freeman – Luke Ellis
- Fionn Laird – Nick
- Hannah Galway – Wendy
- Jordan Alexander – Kate
- Martin Roach – Ashworth
- Mary Walsh – Annie[5]
- Robert Joy – Hendricks
- Viggo Hanvelt – Avery
- Julian Richings – Stackhouse
- Dan Beirne – Drew